# J.J. Frazier
J.J. Frazier, né le 19 septembre 1995 à Glennville en Géorgie, est un joueur de basket-ball américain évoluant au poste de meneur.

## Biographie
Non drafté à sa sortie d'université, il signe en France avec Dijon.
Au mois de juillet 2020, il retourne dans son ancien club de Treviglio en deuxième division italienne.